# 큰 북의 마놀로
마누엘 카세레스 아르테세로(Manuel Cáceres Artesero, 1949년 1월 15일~2025년 5월 1일)는 흔히 큰 북의 마놀로(스페인어: Manolo, el del bombo)로 알려진 유명 축구 서포터이다.
우에스카에서 성장한 그는 발렌시아와 스페인의 유명 지지자이며, 전국적인 유명 인사가 되었다. 그의 특징으로는 베레모와 12번이 새겨진 스페인 국가대표팀의 빨간 홈 져지, 그리고 경기가 진행되는 동안 내내 두들기는 "스페인의 북" (El bombo de España) 이라 쓰여진 큰북이 있다.
마놀로는 1979년에 스페인을 벗어나 처음으로 해외 여행을 다녔고, 1982년부터 스페인의 국가대항전을 관전하였었다. 그러나, 2010년 7월 3일, 그는 남아프리카 공화국에서 열린 스페인과 파라과이 간의 2010년 FIFA 월드컵 8강전 경기를 폐렴으로 관전하지 못하였다.
조국에서 열린 1982년 FIFA 월드컵 당시, 그는 국가대표팀을 따라가기 위해 15,800km를 히치하이킹하기도 하였다.
그는 메스타야 경기장 인근에 스포츠 박물관 규모의 두배짜리 식당을 운영한다.
2025년 5월 1일 비야레알에서 호흡기 문제로 향년 76세의 나이로 세상을 떠났다. 그의 가족은 4월 28일에 전국을 강타한 대규모 정전이 그의 건강에 직접적인 영향을 미쳤을 가능성을 의심하고 있다.